# Antoine Franckx
Antoine Toon Franckx, né le 3 janvier 1909 à Lierre en Belgique et mort le 24 janvier 1999 dans la même ville, est un footballeur international belge qui joue au poste d'attaquant de pointe.
Il passe l'essentiel de sa carrière au Lyra, club avec lequel il dispute une finale de Coupe de Belgique.

## Biographie
Antoine Franckx débute en équipe première du Turn- en Sportvereniging Lyra, un des deux clubs de sa ville natale, en 1925 à l'âge de seize ans. L'équipe évolue alors en Promotion, le second niveau national. L'équipe remporte le titre de champion en 1932 et accède ainsi pour la première fois à la Division d'Honneur.
Pour sa première saison au plus haut niveau national, Antoine Franckx inscrit treize buts en 23 rencontres. Il dispute également la finale de la Coupe de Belgique 1934-1935, perdue 3-2 face au Daring Club de Bruxelles. Un an plus tard, il est sélectionné à deux reprises en équipe nationale belge pour disputer les deux rencontres amicales contre l'Angleterre et la Suisse. Il joue les deux matches en intégralité sans inscrire de buts et ne sera plus jamais appelé par la suite. Lors de son premier match, il délivre la passe décisive pour Jean Fievez qui inscrit le but victorieux à six minutes de la fin du match. Il s'agit encore aujourd'hui de la seule victoire belge sur l'Angleterre.
La saison 1936-1937 est la dernière d'Antoine Franckx au Lyra. Il inscrit douze buts en 22 matches puis quitte le club pour rejoindre l'Olympic de Charleroi, promu parmi l'élite nationale. Il ne reste qu'une saison chez les « Dogues » et part ensuite pour le RCS Schaerbeek, qui joue au deuxième niveau national. Son séjour est perturbé par la Seconde Guerre mondiale, rendant l'organisation des compétitions difficile. Il décide de prendre sa retraite de joueur au terme de la saison 1945-1946

## Statistiques

### En club
| Saison                | Club                  | Championnat             | Championnat | Championnat | Coupe(s) nationale(s) | Coupe(s) nationale(s) | Total | Total |
| Saison                | Club                  | Division                | M.          | B.          | M.                    | B.                    | M.    | B.    |
| 1925-1926             | KVV Lyra              | Promotion B (D2)        | -           | -           | -                     | -                     | 0     | 0     |
| 1926-1927             | KVV Lyra              | Division 1 (D2)         | -           | -           | -                     | -                     | 0     | 0     |
| 1927-1928             | KVV Lyra              | Division 1 (D2)         | -           | -           | -                     | -                     | 0     | 0     |
| 1928-1929             | KVV Lyra              | Division 1 (D2)         | -           | -           | -                     | -                     | 0     | 0     |
| 1929-1930             | KVV Lyra              | Division 1 (D2)         | -           | -           | -                     | -                     | 0     | 0     |
| 1930-1931             | KVV Lyra              | Division 1 (D2)         | -           | -           | -                     | -                     | 0     | 0     |
| 1931-1932             | KVV Lyra              | Division 1A (D2)        | -           | -           | -                     | -                     | 0     | 0     |
| 1932-1933             | KVV Lyra              | Division d'Honneur (D1) | 23          | 13          | 1                     | 0                     | 24    | 13    |
| 1933-1934             | KVV Lyra              | Division d'Honneur (D1) | -           | -           | -                     | -                     | 0     | 0     |
| 1934-1935             | KVV Lyra              | Division d'Honneur (D1) | -           | -           | -                     | -                     | 0     | 0     |
| 1935-1936             | KVV Lyra              | Division d'Honneur (D1) | -           | -           | -                     | -                     | 0     | 0     |
| 1936-1937             | KVV Lyra              | Division d'Honneur (D1) | 22          | 12          | -                     | -                     | 22    | 12    |
| Sous-total            | Sous-total            | Sous-total              | 45          | 25          | 1                     | 0                     | 46    | 25    |
| 1937-1938             | Olympic CC            | Division d'Honneur (D1) | 18          | 8           | -                     | -                     | 18    | 8     |
| 1938-1939             | RCS Schaerbeek        | Division 1B (D2)        | -           | -           | -                     | -                     | 0     | 0     |
| 1939-1940             | RCS Schaerbeek        | Compétition annulée     | -           | -           | -                     | -                     | 0     | 0     |
| 1940-1941             | RCS Schaerbeek        | Compétition annulée     | -           | -           | -                     | -                     | 0     | 0     |
| 1941-1942             | RCS Schaerbeek        | Division 1B (D2)        | -           | -           | -                     | -                     | 0     | 0     |
| 1942-1943             | RCS Schaerbeek        | Division 1A (D2)        | -           | -           | -                     | -                     | 0     | 0     |
| 1943-1944             | RCS Schaerbeek        | Division 1A (D2)        | -           | -           | -                     | -                     | 0     | 0     |
| 1944-1945             | RCS Schaerbeek        | Compétition annulée     | -           | -           | -                     | -                     | 0     | 0     |
| 1945-1946             | RCS Schaerbeek        | Division 1A (D2)        | -           | -           | -                     | -                     | 0     | 0     |
| Sous-total            | Sous-total            | Sous-total              | -           | -           | -                     | -                     | 0     | 0     |
| Total sur la carrière | Total sur la carrière | Total sur la carrière   | 117         | 52          | -                     | -                     | 117   | 52    |

### En sélections nationales
| Saison                | Sélection             | Phases finales        | Phases finales | Phases finales | Éliminatoires CDM | Éliminatoires CDM | Matchs amicaux | Matchs amicaux | Total | Total |
| Saison                | Sélection             | Compétition           | M              | B              | M                 | B                 | M              | B              | M     | B     |
| --------------------- | --------------------- | --------------------- | -------------- | -------------- | ----------------- | ----------------- | -------------- | -------------- | ----- | ----- |
| 1935-1936             | Belgique              | -                     | -              | -              | -                 | -                 | 2              | 0              | 2     | 0     |
| 1935-1936             | Belgique aspirants    | -                     | -              | -              | -                 | -                 | 1              | 0              | 1     | 0     |
| 1936-1937             | Belgique aspirants    | -                     | -              | -              | -                 | -                 | 1              | 0              | 1     | 0     |
| Sous-total            | Sous-total            | Sous-total            | -              | -              | -                 | -                 | 2              | 0              | 2     | 0     |
| Total sur la carrière | Total sur la carrière | Total sur la carrière | -              | -              | -                 | -                 | 4              | 0              | 4     | 0     |

### Matchs internationaux
| Matchs internationaux d'Antoine Franckx, | Matchs internationaux d'Antoine Franckx, | Matchs internationaux d'Antoine Franckx, | Matchs internationaux d'Antoine Franckx, | Matchs internationaux d'Antoine Franckx, | Matchs internationaux d'Antoine Franckx, | Matchs internationaux d'Antoine Franckx, | Matchs internationaux d'Antoine Franckx, |
| #                                        | Date                                     | Lieu                                     | Adversaire                               | Résultat                                 | Compétition                              | Club                                     | Notes                                    |
| ---------------------------------------- | ---------------------------------------- | ---------------------------------------- | ---------------------------------------- | ---------------------------------------- | ---------------------------------------- | ---------------------------------------- | ---------------------------------------- |
| 1                                        | 9 mai 1936                               | Stade du Centenaire, Bruxelles, Belgique | Angleterre                               | V 3 - 2                                  | Match amical                             | KVV Lyra                                 | Titulaire.                               |
| 2                                        | 24 mai 1936                              | Rankhof, Bâle, Suisse                    | Suisse                                   | N 1 - 1                                  | Match amical                             | KVV Lyra                                 | Titulaire.                               |

| Matchs aspirants d'Antoine Franckx | Matchs aspirants d'Antoine Franckx | Matchs aspirants d'Antoine Franckx                  | Matchs aspirants d'Antoine Franckx | Matchs aspirants d'Antoine Franckx | Matchs aspirants d'Antoine Franckx | Matchs aspirants d'Antoine Franckx | Matchs aspirants d'Antoine Franckx |
| #                                  | Date                               | Lieu                                                | Adversaire                         | Résultat                           | Compétition                        | Club                               | Notes                              |
| ---------------------------------- | ---------------------------------- | --------------------------------------------------- | ---------------------------------- | ---------------------------------- | ---------------------------------- | ---------------------------------- | ---------------------------------- |
| 1                                  | 26 avril 1936                      | Beau Site, Arlon, Belgique                          | Luxembourg                         | V 3 - 1                            | Match amical                       | KVV Lyra                           | Titulaire et buteur.               |
| 2                                  | 11 avril 1937                      | Stade de la Frontière, Esch-sur-Alzette, Luxembourg | Luxembourg                         | V 5 - 1                            | Match amical                       | Olympic CC                         | Titulaire et buteur.               |

### Buts internationaux
| Buts aspirants d'Antoine Franckx | Buts aspirants d'Antoine Franckx | Buts aspirants d'Antoine Franckx                    | Buts aspirants d'Antoine Franckx | Buts aspirants d'Antoine Franckx | Buts aspirants d'Antoine Franckx | Buts aspirants d'Antoine Franckx | Buts aspirants d'Antoine Franckx | Buts aspirants d'Antoine Franckx | Buts aspirants d'Antoine Franckx |
| #                                | Date                             | Lieu                                                | Adversaire                       | Résultat                         | Compétition                      | Détail                           | Détail                           | Détail                           | Cape                             |
| -------------------------------- | -------------------------------- | --------------------------------------------------- | -------------------------------- | -------------------------------- | -------------------------------- | -------------------------------- | -------------------------------- | -------------------------------- | -------------------------------- |
| 1                                | 26 avril 1936                    | Beau Site, Arlon, Belgique                          | Luxembourg                       | V 3 - 1                          | Match amical                     | 87e                              | non connu                        | 3-1                              | 1re                              |
| 2                                | 11 avril 1937                    | Stade de la Frontière, Esch-sur-Alzette, Luxembourg | Luxembourg                       | V 5 - 1                          | Match amical                     | 87e                              | non connu                        | 1-5                              | 2e                               |

## Palmarès

### En club
|  |  | KVV Lyra - Championnat de Belgique de D2 (1) : - Champion : 1932 - Coupe de Belgique : - Finaliste : 1935 |